# Ginástica artística nos Jogos Olímpicos de Verão de 2016 - Salto masculino
A final do salto sobre a mesa masculino da ginástica artística nos Jogos Olímpicos de Verão de 2016 foi realizada na Arena Olímpica do Rio, em 15 de agosto.

## Medalhistas
| Ouro   | PRK Ri Se-gwang    |
| Prata  | RUS Denis Ablyazin |
| Bronze | JPN Kenzō Shirai   |

## Qualificatória
| Pos. | Ginasta               | Pontos | Nota |
| ---- | --------------------- | ------ | ---- |
| 1    | PRK Ri Se-gwang       | 15.433 | Q    |
| 2    | RUS Denis Ablyazin    | 15.416 | Q    |
| 3    | JPN Kenzō Shirai      | 15.283 | Q    |
| 4    | UKR Ihor Radivilov    | 15.283 | Q    |
| 5    | ROU Marian Drăgulescu | 15.283 | Q    |
| 6    | RUS Nikita Nagornyy   | 15.283 | Q    |
| 7    | UKR Oleg Verniaiev    | 15.183 | Q    |
| 8    | CHI Tomás González    | 15.149 | Q    |
| 9    | BRA Sérgio Sasaki     | 15.016 | R    |
| 10   | USA Jacob Dalton      | 14.633 | R    |
| 11   | ARM Artur Davtyan     | 14.566 | R    |

- Q – Qualificado para a final
- R – Reserva

## Final
| Pos.              | Ginasta               | Salto 1 | Salto 1 | Salto 1 | Salto 1       | Salto 2 | Salto 2 | Salto 2 | Salto 2       | Total  |
| Pos.              | Ginasta               | Nota D  | Nota E  | Pen.    | Nota do salto | Nota D  | Nota E  | Pen.    | Nota do salto | Total  |
| ----------------- | --------------------- | ------- | ------- | ------- | ------------- | ------- | ------- | ------- | ------------- | ------ |
| Medalha de ouro   | PRK Ri Se-gwang       | 6.400   | 9.216   |         | 15.616        | 6.400   | 9.366   |         | 15.766        | 15.691 |
| Medalha de prata  | RUS Denis Ablyazin    | 6.400   | 9.200   |         | 15.600        | 6.200   | 9.233   |         | 15.433        | 15.516 |
| Medalha de bronze | JPN Kenzō Shirai      | 6.400   | 9.433   |         | 15.833        | 5.600   | 9.466   |         | 15.066        | 15.449 |
| 4                 | ROU Marian Drăgulescu | 6.000   | 9.266   |         | 15.266        | 6.200   | 9.433   |         | 15.633        | 15.449 |
| 5                 | RUS Nikita Nagornyy   | 6.000   | 9.233   |         | 15.233        | 6.000   | 9.400   |         | 15.400        | 15.316 |
| 6                 | UKR Oleg Verniaiev    | 6.000   | 9.400   |         | 15.400        | 6.000   | 9.233   |         | 15.233        | 15.316 |
| 7                 | CHI Tomás González    | 6.000   | 9.375   |         | 15.375        | 5.600   | 9.300   |         | 14.900        | 15.137 |
| 8                 | UKR Ihor Radivilov    | 7.000   | 7.933   |         | 14.933        | 6.000   | 9133    |         | 15.133        | 15.033 |